# Lauwil
Lauwil är en ort och kommun i distriktet Waldenburg i kantonen Basel-Landschaft, Schweiz. Kommunen har 319 invånare (2023).